# Tour de Bretagne 2014
La 48e édition du Tour de Bretagne a lieu du 25 avril au 1er mai 2014. La course fait partie du calendrier UCI Europe Tour 2014 en catégorie 2.2.

## Présentation
Cette 48e édition du Tour de Bretagne se déroule du 25 avril au 1er mai 2014. Les 3 premières étapes sont plutôt propices aux routiers sprinteurs et baroudeurs avant une fin d'épreuve un peu plus vallonnée en centre Bretagne.

### Équipes
Classé en catégorie 2.2 de l'UCI Europe Tour, le Tour de Bretagne est par conséquent ouvert aux équipes continentales professionnelles, aux équipes continentales, à des équipes nationales et à des équipes régionales ou de clubs. Les UCI ProTeams (première division) ne peuvent pas participer.
24 équipes participent à ce Tour de Bretagne : 1 équipe continentale professionnelle, 12 équipes continentales , 7 équipes régionales ou de clubs, et 3 équipes de sélection nationale ou régionale.
| Équipe continentale professionnelle | Équipe continentale professionnelle | Équipe continentale professionnelle |
| Nom de l'équipe                     | Pays                                | Code                                |
| ----------------------------------- | ----------------------------------- | ----------------------------------- |
| Bretagne-Séché Environnement        | France                              | BSE                                 |

| Équipes Division nationale 1 | Équipes Division nationale 1 | Équipes Division nationale 1 |
| Nom de l'équipe              | Pays                         | Code                         |
| ---------------------------- | ---------------------------- | ---------------------------- |
| Armée de Terre               | France                       |                              |
| BIC 2000                     | France                       |                              |
| Sojasun espoir-ACNC          | France                       |                              |
| UC Nantes Atlantique         | France                       |                              |
| Vendée U                     | France                       |                              |

| Autres équipes                         | Autres équipes | Autres équipes |
| Nom de l'équipe                        | Pays           | Code           |
| -------------------------------------- | -------------- | -------------- |
| BMC Development                        | États-Unis     | BMD            |
| Specialized-Fundación Alberto Contador | Espagne        |                |
| Lotto-Belisol U23                      | Belgique       | LTU            |

| Équipes continentales    | Équipes continentales | Équipes continentales |
| Nom de l'équipe          | Pays                  | Code                  |
| ------------------------ | --------------------- | --------------------- |
| Astana Continental       | Kazakhstan            | AS2                   |
| ASC Dukla Praha          | Tchéquie              | ASP                   |
| 472-Colombia             | Colombie              | CO4                   |
| Etixx                    | Tchéquie              | ETI                   |
| Gourmetfein Simplon Wels | Autriche              | RSW                   |
| Itera-Katusha            | Russie                | TIK                   |
| Joker                    | Norvège               | TJO                   |
| Leopard Development      | Luxembourg            | LET                   |
| Rabobank Development     | Pays-Bas              | RBT                   |
| Sparebanken Sør          | Norvège               | TSS                   |
| Synergy Baku Project     | Azerbaïdjan           | BCP                   |
| Wallonie-Bruxelles       | Belgique              | WBC                   |

| Sélections                          | Sélections | Sélections |
| Nom de l'équipe                     | Pays       | Code       |
| ----------------------------------- | ---------- | ---------- |
| Équipe nationale d'Australie U23    | Australie  |            |
| Sélection de Bretagne               | Bretagne   |            |
| Équipe nationale des États-Unis U23 | États-Unis |            |

## Étapes
| Étape     | Date          | Villes étapes              |                 | Distance (km) | Vainqueur d’étape | Leader du classement général |
| --------- | ------------- | -------------------------- | --------------- | ------------- | ----------------- | ---------------------------- |
| 1re étape | ven. 25 avril | Paimbœuf – Clisson         | Étape de plaine | 142,7         | Yann Guyot        | Yann Guyot                   |
| 2e étape  | sam. 26 avril | Vay – Mauron               | Étape de plaine | 186,4         | Vadim Galeyev     | Yann Guyot                   |
| 3e étape  | dim. 27 avril | Mauron – Jugon-les-Lacs    | Étape de plaine | 141,1         | Dylan Teuns       | Yann Guyot                   |
| 4e étape  | lun. 28 avril | Jugon-les-Lacs – Fouesnant | Étape vallonnée | 189           | Markus Eibegger   | Yann Guyot                   |
| 5e étape  | mar. 29 avril | Fouesnant – Radenac        | Étape vallonnée | 169,9         | Daniel Hoelgaard  | Yann Guyot                   |
| 6e étape  | mer. 30 avril | Radenac – Talensac         | Étape vallonnée | 155,2         | André Looij       | Yann Guyot                   |
| 7e étape  | jeu. 1er mai  | Le Hinglé – Dinan          | Étape vallonnée | 150,4         | Fabien Schmidt    | Bert-Jan Lindeman            |

## Classements finals

### Classement général
| Classement général | Classement général    | Classement général | Classement général       | Classement général |
|                    | Coureur               | Pays               | Équipe                   | Temps              |
| ------------------ | --------------------- | ------------------ | ------------------------ | ------------------ |
| 1er                | Bert-Jan Lindeman     | Pays-Bas           | Rabobank Development     | en 27 h 3 min 30 s |
| 2e                 | Dylan Teuns           | Belgique           | BMC Development          | + 4 s              |
| 3e                 | Sébastien Delfosse    | Belgique           | Wallonie-Bruxelles       | + 19 s             |
| 4e                 | Alexis Guérin         | France             | Etixx                    | + 49 s             |
| 5e                 | Matija Kvasina        | Croatie            | Gourmetfein Simplon Wels | + 50 s             |
| 6e                 | Łukasz Wiśniowski     | Pologne            | Etixx                    | + 52 s             |
| 7e                 | Romain Guyot          | France             | Vendée U                 | + 54 s             |
| 8e                 | Franck Bonnamour      | France             | Sélection de Bretagne    | + 1 min 5 s        |
| 9e                 | Yann Guyot            | France             | Armée de Terre           | + 1 min 32 s       |
| 10e                | Vegard Robinson Bugge | Norvège            | Joker                    | + 1 min 52 s       |
| modifier           |                       |                    |                          |                    |

### Classements annexes
| Classement par points | Classement par points | Classement par points | Classement par points | Classement par points |
| --------------------- | --------------------- | --------------------- | --------------------- | --------------------- |
|                       | Coureur               | Pays                  | Équipe                | Point(s)              |
| 1er                   | Daniel Hoelgaard      | Norvège               | Etixx                 | 91 points             |
| 2e                    | Bert-Jan Lindeman     | Pays-Bas              | Rabobank Development  | 86 pts                |
| 3e                    | Dylan Teuns           | Belgique              | BMC Development       | 37 pts                |
| modifier              |                       |                       |                       |                       |

| Classement du meilleur grimpeur | Classement du meilleur grimpeur | Classement du meilleur grimpeur | Classement du meilleur grimpeur | Classement du meilleur grimpeur |
| ------------------------------- | ------------------------------- | ------------------------------- | ------------------------------- | ------------------------------- |
|                                 | Coureur                         | Pays                            | Équipe                          | Point(s)                        |
| 1er                             | Sam Oomen                       | Pays-Bas                        | Rabobank Development            | 68 points                       |
| 2e                              | Bjørn Tore Hoem                 | Norvège                         | Sparebanken Sør                 | 55 pts                          |
| 3e                              | Alexis Guérin                   | France                          | Etixx                           | 36 pts                          |
| modifier                        |                                 |                                 |                                 |                                 |

| Classement du meilleur jeune | Classement du meilleur jeune | Classement du meilleur jeune | Classement du meilleur jeune | Classement du meilleur jeune |
|                              | Coureur                      | Pays                         | Équipe                       | Temps                        |
| ---------------------------- | ---------------------------- | ---------------------------- | ---------------------------- | ---------------------------- |
| 1er                          | Dylan Teuns                  | Belgique                     | BMC Development              | en 27 h 3 min 34 s           |
| 2e                           | Alexis Guérin                | France                       | Etixx                        | + 45 s                       |
| 3e                           | Romain Guyot                 | France                       | Vendée U                     | + 50 s                       |
| modifier                     |                              |                              |                              |                              |

| Classement des rushs | Classement des rushs | Classement des rushs | Classement des rushs | Classement des rushs |
| -------------------- | -------------------- | -------------------- | -------------------- | -------------------- |
|                      | Coureur              | Pays                 | Équipe               | Point(s)             |
| 1er                  | Bert-Jan Lindeman    | Pays-Bas             | Rabobank Development | 25 points            |
| 2e                   | Mike Teunissen       | Pays-Bas             | Rabobank Development | 22 pts               |
| 3e                   | Bjørn Tore Hoem      | Norvège              | Sparebanken Sør      | 9 pts                |
| modifier             |                      |                      |                      |                      |

| \| Classement par équipes \| Classement par équipes \| Classement par équipes \| Classement par équipes \| \| \| Équipe \| Pays \| Temps \| \| ---------------------- \| ---------------------- \| ---------------------- \| ---------------------- \| \| 1re \| Vendée U \| France \| en 81 h 15 min 30 s \| \| 2e \| Etixx \| Tchéquie \| + 9 s \| \| 3e \| Rabobank Development \| Pays-Bas \| + 2 min 17 s \| \| modifier \| \| \| \| |                      |          |                     |
| Classement par équipes |                      |          |                     |
| | Équipe               | Pays     | Temps               |
| 1re | Vendée U             | France   | en 81 h 15 min 30 s |
| 2e | Etixx                | Tchéquie | + 9 s               |
| 3e | Rabobank Development | Pays-Bas | + 2 min 17 s        |
| modifier |                      |          |                     |

## Liste des participants
| Légende                         | Légende                                                                                                  | Légende                                   | Légende                                                                                         |
| ------------------------------- | --- | ----------------------------------------- | ----------------------------------------------------------------------------------------------- |
| Num                             | Dossard de départ porté par le coureur sur ce Tour de Bretagne                                           | Pos                                       | Position finale au classement général                                                           |
| Leader du classement général    | Indique le vainqueur du classement général                                                               | Leader du classement du meilleur grimpeur | Indique le vainqueur du classement de la montagne                                               |
| Leader du classement par points | Indique le vainqueur du classement par points                                                            | Leader du classement du meilleur jeune    | Indique le vainqueur du classement du meilleur jeune                                            |
| Leader du classement du combiné | Indique le vainqueur du classement du combiné                                                            | Leader du classement des rushs            | Indique le vainqueur du classement des rushs                                                    |
|                                 | Indique un maillot de champion national ou mondial, suivi de sa spécialité                               | #                                         | Indique la meilleure équipe                                                                     |
| NP                              | Indique un coureur qui n'a pas pris le départ d'une étape, suivi du numéro de l'étape où il s'est retiré | AB                                        | Indique un coureur qui n'a pas terminé une étape, suivi du numéro de l'étape où il s'est retiré |
| HD                              | Indique un coureur qui a terminé une étape hors des délais, suivi du numéro de l'étape                   | *                                         | Indique un coureur en lice pour le maillot rouge (coureurs nés après le 1er janvier 1992)       |

| Gourmetfein Simplon Wels RSW | Gourmetfein Simplon Wels RSW | Gourmetfein Simplon Wels RSW |
| ---------------------------- | ---------------------------- | ---------------------------- |
| Num                          | Coureur                      | Pos                          |
| 1                            | Daniel Biedermann (AUT)*     | 49e                          |
| 2                            | Paul Illenberger (AUT)       | AB-7                         |
| 3                            | Matija Kvasina (CRO)         | 5e                           |
| 4                            | Matej Marin (SLO)            | 46e                          |
| 5                            | Mario Schoibl (AUT)          | AB-3                         |
| 6                            | Sebastian Schönberger (AUT)* | 62e                          |

| Bretagne-Séché Environnement BSE | Bretagne-Séché Environnement BSE | Bretagne-Séché Environnement BSE |
| -------------------------------- | -------------------------------- | -------------------------------- |
| Num                              | Coureur                          | Pos                              |
| 11                               | Arnaud Gérard (FRA)              | 16e                              |
| 12                               | Erwann Corbel (FRA)              | AB-7                             |
| 13                               | Benjamin Le Montagner (FRA)      | 36e                              |
| 14                               | Pierre-Luc Périchon (FRA)        | 14e                              |
| 15                               | Vegard Stake Laengen (NOR)       | AB-7                             |
| 16                               | Jean-Marc Bideau (FRA)           | AB-7                             |

| Rabobank Development RBT | Rabobank Development RBT | Rabobank Development RBT |
| ------------------------ | ------------------------ | ------------------------ |
| Num                      | Coureur                  | Pos                      |
| 21                       | Merijn Korevaar (NED)*   | 56e                      |
| 22                       | Bert-Jan Lindeman (NED)  | 1er                      |
| 23                       | Timo Roosen (NED)*       | 19e                      |
| 24                       | Sam Oomen (NED)*         | 57e                      |
| 25                       | André Looij (NED)*       | 63e                      |
| 26                       | Mike Teunissen (NED)*    | 13e                      |

| Leopard Development LDT | Leopard Development LDT | Leopard Development LDT |
| ----------------------- | ----------------------- | ----------------------- |
| Num                     | Coureur                 | Pos                     |
| 31                      | Piero Baffi (ITA)       | AB-2                    |
| 32                      | Kevin Feiereisen (LUX)* | 48e                     |
| 33                      | Dennis Coenen (BEL)*    | 21e                     |
| 34                      | Florian Salzinger (GER) | AB-7                    |
| 35                      | Massimo Morabito (LUX)* | AB-7                    |
| 36                      | Tom Thill (LUX)         | 32e                     |

| Astana Continental AS2 | Astana Continental AS2     | Astana Continental AS2 |
| ---------------------- | -------------------------- | ---------------------- |
| Num                    | Coureur                    | Pos                    |
| 41                     | Marco Benfatto (ITA)       | AB-7                   |
| 42                     | Pavel Gatskiy (KAZ)*       | 65e                    |
| 43                     | Michele Scartezzini (ITA)* | 39e                    |
| 44                     | Dmitriy Rive (KAZ)*        | AB-3                   |
| 45                     | Vadim Galeyev (KAZ)*       | AB-7                   |
| 46                     | Sergey Shemyakin (KAZ)*    | AB-7                   |

| Etixx ETI | Etixx ETI               | Etixx ETI |
| --------- | ----------------------- | --------- |
| Num       | Coureur                 | Pos       |
| 51        | Łukasz Wiśniowski (POL) | 6e        |
| 52        | Alexis Guérin (FRA)*    | 4e        |
| 53        | Tim Kerkhof (NED)*      | 29e       |
| 54        | Daniel Hoelgaard (NOR)* | 17e       |
| 55        | Jan Hirt (CZE)          | AB-7      |
| 56        | Josip Rumac (CRO)*      | AB-5      |

| Specialized-Fundación Alberto Contador | Specialized-Fundación Alberto Contador | Specialized-Fundación Alberto Contador |
| -------------------------------------- | -------------------------------------- | -------------------------------------- |
| Num                                    | Coureur                                | Pos                                    |
| 61                                     | Juan Camacho (ESP)*                    | AB-4                                   |
| 62                                     | Enric Mas (ESP)*                       | AB-7                                   |
| 63                                     | Pello Olaberria (ESP)*                 | 66e                                    |
| 64                                     | David Casillas (ESP)*                  | 31e                                    |
| 65                                     | Miguel Angel Aguilera (ESP)*           | AB-3                                   |
| 66                                     | Diego Noriega (ESP)*                   | AB-7                                   |

| Synergy Baku Project BCP | Synergy Baku Project BCP | Synergy Baku Project BCP |
| ------------------------ | ------------------------ | ------------------------ |
| Num                      | Coureur                  | Pos                      |
| 71                       | Maksym Averin (UKR)      | 24e                      |
| 72                       | Matthew Brammeier (IRL)  | NP-4                     |
| 73                       | Luke Davison (AUS)       | 67e                      |
| 74                       | Daniel Klemme (GER)      | AB-6                     |
| 75                       | Markus Eibegger (AUT)    | 18e                      |
| 76                       | Elchin Asadov (AZE)      | AB-4                     |

| Joker TJO | Joker TJO                   | Joker TJO |
| --------- | --------------------------- | --------- |
| Num       | Coureur                     | Pos       |
| 81        | Oskar Svendsen (NOR)*       | AB-6      |
| 82        | Jo Kogstad Ringheim (NOR)   | 59e       |
| 83        | Odd Christian Eiking (NOR)* | 51e       |
| 84        | Vegard Robinson Bugge (NOR) | 10e       |
| 85        | Martin Olsen (NOR)*         | AB-3      |
| 86        | Edvin Wilson (SWE)          | 69e       |

| BMC Development BMD | BMC Development BMD     | BMC Development BMD |
| ------------------- | ----------------------- | ------------------- |
| Num                 | Coureur                 | Pos                 |
| 91                  | Alexey Vermeulen (USA)* | 25e                 |
| 92                  | Taylor Eisenhart (USA)* | 44e                 |
| 93                  | Arnaud Grand (SUI)      | AB-7                |
| 94                  | Jakub Novák (CZE)       | 41e                 |
| 95                  | Dylan Teuns (BEL)*      | 2e                  |
| 96                  | Loïc Vliegen (BEL)*     | AB-7                |

| Sparebanken Sør TSS | Sparebanken Sør TSS          | Sparebanken Sør TSS |
| ------------------- | ---------------------------- | ------------------- |
| Num                 | Coureur                      | Pos                 |
| 101                 | Sondre Holst Enger (NOR)*    | AB-2                |
| 102                 | Amund Grøndahl Jansen (NOR)* | 40e                 |
| 103                 | Bjørn Tore Hoem (NOR)        | 33e                 |
| 104                 | Sindre Lunke (NOR)*          | 23e                 |
| 105                 | Fridtjof Røinås (NOR)*       | 47e                 |
| 106                 | Morten Mørland (NOR)         | AB-7                |

| Lotto-Belisol U23 LTU | Lotto-Belisol U23 LTU  | Lotto-Belisol U23 LTU |
| --------------------- | ---------------------- | --------------------- |
| Num                   | Coureur                | Pos                   |
| 111                   | Tiesj Benoot (BEL)*    | NP-3                  |
| 112                   | Jorne Carolus (BEL)*   | AB-7                  |
| 113                   | Rob Leemans (BEL)*     | AB-7                  |
| 114                   | Brecht Ruyters (BEL)*  | AB-7                  |
| 115                   | Xandro Meurisse (BEL)* | AB-7                  |
| 116                   | Dimitri Peyskens (BEL) | AB-7                  |

| Équipe nationale d'Australie U23 | Équipe nationale d'Australie U23 | Équipe nationale d'Australie U23 |
| -------------------------------- | -------------------------------- | -------------------------------- |
| Num                              | Coureur                          | Pos                              |
| 122                              | Alexander Edmondson (AUS)*       | AB-7                             |
| 123                              | Joshua Harrison (AUS)*           | AB-3                             |
| 124                              | Alexander Morgan (AUS)*          | AB-3                             |
| 125                              | Glenn O'Shea (AUS)               | AB-5                             |
| 126                              | Miles Scotson (AUS)*             | AB-7                             |

| 472-Colombia CO4 | 472-Colombia CO4            | 472-Colombia CO4 |
| ---------------- | --------------------------- | ---------------- |
| Num              | Coureur                     | Pos              |
| 131              | Juan Pablo Villegas (COL)   | AB-4             |
| 132              | Carlos Urán (COL)           | AB-3             |
| 133              | Fernando Orjuela (COL)*     | 58e              |
| 134              | Juan Ernesto Chamorro (COL) | 35e              |
| 135              | Juan Diego Quintero (COL)*  | AB-7             |
| 136              | Bernardo Suaza (COL)*       | 68e              |

| Itera-Katusha TIK | Itera-Katusha TIK     | Itera-Katusha TIK |
| ----------------- | --------------------- | ----------------- |
| Num               | Coureur               | Pos               |
| 142               | Mamyr Stash (RUS)*    | AB-7              |
| 143               | Sergey Nikolaev (RUS) | 43e               |
| 144               | Maxim Pokidov (RUS)   | AB-3              |
| 145               | Pavel Ptashkin (RUS)  | 53e               |
| 146               | Maksim Razumov (RUS)  | 45e               |

| Sojasun espoir-ACNC | Sojasun espoir-ACNC     | Sojasun espoir-ACNC |
| ------------------- | ----------------------- | ------------------- |
| Num                 | Coureur                 | Pos                 |
| 151                 | Cédric Delaplace (FRA)* | AB-7                |
| 152                 | Julien Guay (FRA)       | AB-7                |
| 153                 | Ronan Dequippe (FRA)    | AB-7                |
| 154                 | Sean Hambrook (NZL)*    | 34e                 |
| 155                 | Benoît Poitevin (FRA)   | AB-7                |
| 156                 | Fabrice Seigneur (FRA)  | AB-5                |

| Armée de Terre | Armée de Terre             | Armée de Terre |
| -------------- | -------------------------- | -------------- |
| Num            | Coureur                    | Pos            |
| 161            | Yann Guyot (FRA)           | 9e             |
| 162            | Benoît Sinner (FRA)        | AB-7           |
| 163            | Yoann Barbas (FRA)         | AB-7           |
| 164            | Mathieu Teychenne (FRA)    | AB-7           |
| 165            | Kévin Lebreton (FRA)*      | AB-7           |
| 166            | Guillaume de Gasquet (FRA) | AB-7           |

| UC Nantes Atlantique | UC Nantes Atlantique    | UC Nantes Atlantique |
| -------------------- | ----------------------- | -------------------- |
| Num                  | Coureur                 | Pos                  |
| 171                  | Vincent Colas (FRA)*    | 60e                  |
| 172                  | Mathieu Cloarec (FRA)   | 22e                  |
| 173                  | Lorrenzo Manzin (FRA)*  | AB-7                 |
| 174                  | Anthony Mira (FRA)*     | AB-7                 |
| 175                  | Fabien Schmidt (FRA)    | 64e                  |
| 176                  | Normann Latouche (FRA)* | 30e                  |

| Vendée U | Vendée U                  | Vendée U |
| -------- | ------------------------- | -------- |
| Num      | Coureur                   | Pos      |
| 181      | Thomas Boudat (FRA)*      | AB-7     |
| 182      | Taruia Krainer (FRA)      | 12e      |
| 183      | Guillaume Thévenot (FRA)* | 11e      |
| 184      | Romain Guyot (FRA)*       | 7e       |
| 185      | Fabien Grellier (FRA)*    | AB-3     |
| 186      | Julien Morice (FRA)       | 20e      |

| BIC 2000 | BIC 2000                  | BIC 2000 |
| -------- | ------------------------- | -------- |
| Num      | Coureur                   | Pos      |
| 191      | David Le Lay (FRA)        | 27e      |
| 192      | Olivier Le Gac (FRA)*     | 28e      |
| 193      | Maxime Le Montagner (FRA) | AB-7     |
| 194      | Yann Botrel (FRA)         | 61e      |
| 195      | Anthony Haspot (FRA)*     | 38e      |
| 196      | Vincent Guézennec (FRA)   | AB-7     |

| Wallonie-Bruxelles WBC | Wallonie-Bruxelles WBC   | Wallonie-Bruxelles WBC |
| ---------------------- | ------------------------ | ---------------------- |
| Num                    | Coureur                  | Pos                    |
| 201                    | Maxime Anciaux (BEL)     | AB-7                   |
| 202                    | Tom Dernies (BEL)        | 15e                    |
| 203                    | Sébastien Delfosse (BEL) | 3e                     |
| 204                    | Antoine Demoitié (BEL)   | AB-7                   |
| 205                    | Julien Stassen (BEL)     | 37e                    |
| 206                    | Jonathan Dufrasne (BEL)  | 50e                    |

| Dukla Praha ASP | Dukla Praha ASP       | Dukla Praha ASP |
| --------------- | --------------------- | --------------- |
| Num             | Coureur               | Pos             |
| 211             | Martin Hačecký (CZE)  | AB-7            |
| 212             | Vojtěch Hačecký (CZE) | AB-4            |
| 213             | Jiří Hochmann (CZE)   | AB-7            |
| 214             | Alois Kaňkovský (CZE) | AB-7            |
| 215             | Denis Rugovac (CZE)*  | AB-4            |
| 216             | Ondřej Rybín (CZE)*   | NP-7            |

| Équipe nationale des États-Unis U23 | Équipe nationale des États-Unis U23 | Équipe nationale des États-Unis U23 |
| ----------------------------------- | ----------------------------------- | ----------------------------------- |
| Num                                 | Coureur                             | Pos                                 |
| 221                                 | Robin Carpenter (USA)*              | 54e                                 |
| 222                                 | Jeffrey Perrin (USA)*               | AB-2                                |
| 223                                 | Logan Owen (USA)*                   | 26e                                 |
| 224                                 | Justin Oien (USA)*                  | 42e                                 |
| 225                                 | Daniel Eaton (USA)*                 | AB-4                                |
| 226                                 | Geoffrey Curran (USA)*              | 55e                                 |

| Sélection de Bretagne | Sélection de Bretagne     | Sélection de Bretagne |
| --------------------- | ------------------------- | --------------------- |
| Num                   | Coureur                   | Pos                   |
| 231                   | Franck Bonnamour (FRA)*   | 8e                    |
| 232                   | Maxime Cam (FRA)*         | AB-7                  |
| 233                   | David Cherbonnet (FRA)*   | AB-7                  |
| 234                   | Ronan Hardy (FRA)*        | AB-7                  |
| 235                   | Rodolphe Marie (FRA)*     | AB-7                  |
| 236                   | Frédéric Guillemot (FRA)* | 52e                   |